# Veddelkanal
El Veddelkanal és un canal navegable de només 700 metres al barri del Kleiner Grasbrook, al port d'Hamburg, a Alemanya. Connecta les dàrsenes de l'Spreehafen i del Müggenburger Zollhafen amb el Reiherstieg a l'antic port franc. Està sotmès al moviment de la marea. El nom prové del barri de Veddel, on hi ha aquelles dues dàrsenes.

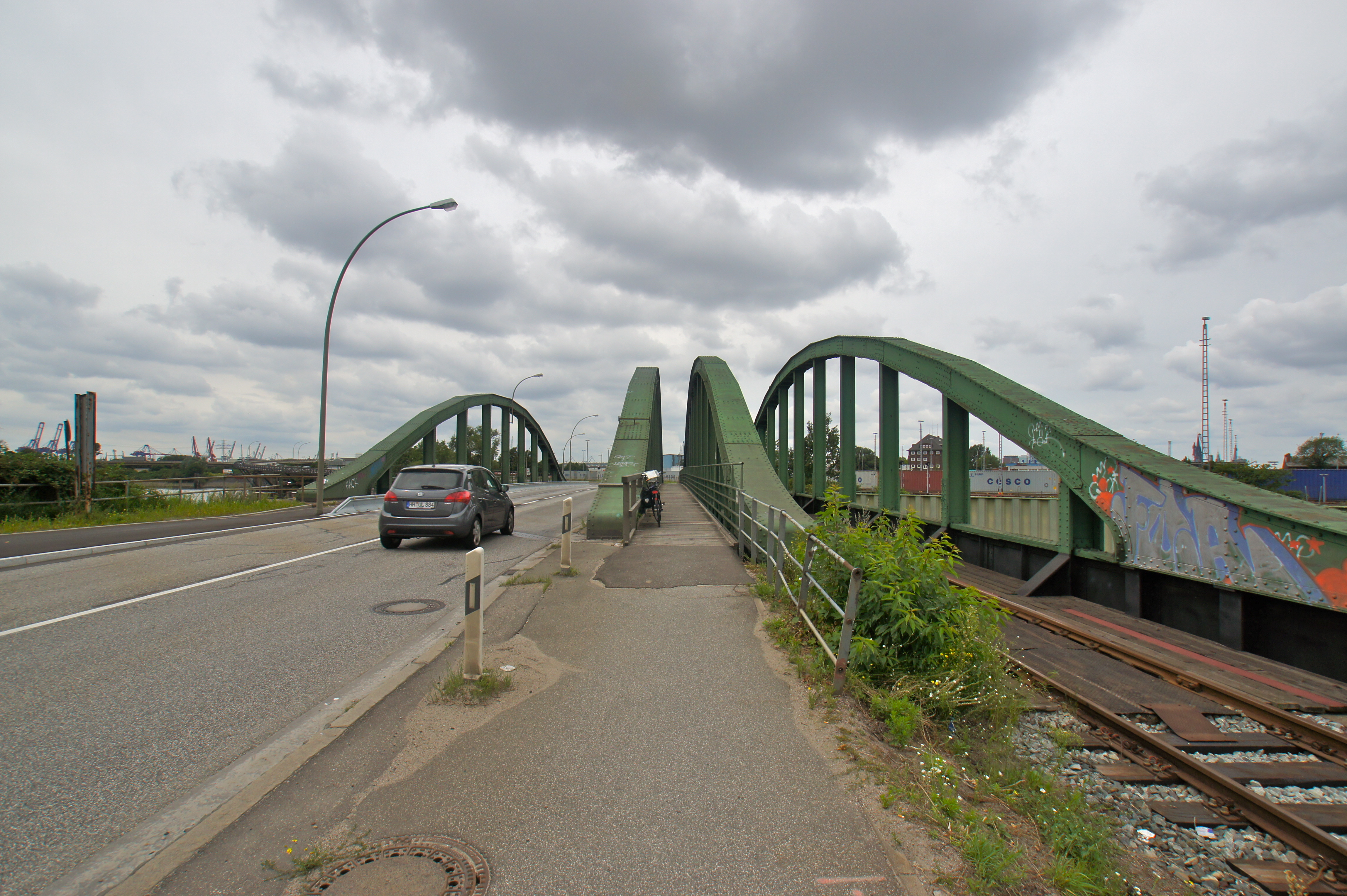
El pont damunt el canal al carrer Klütjenfelderstraße
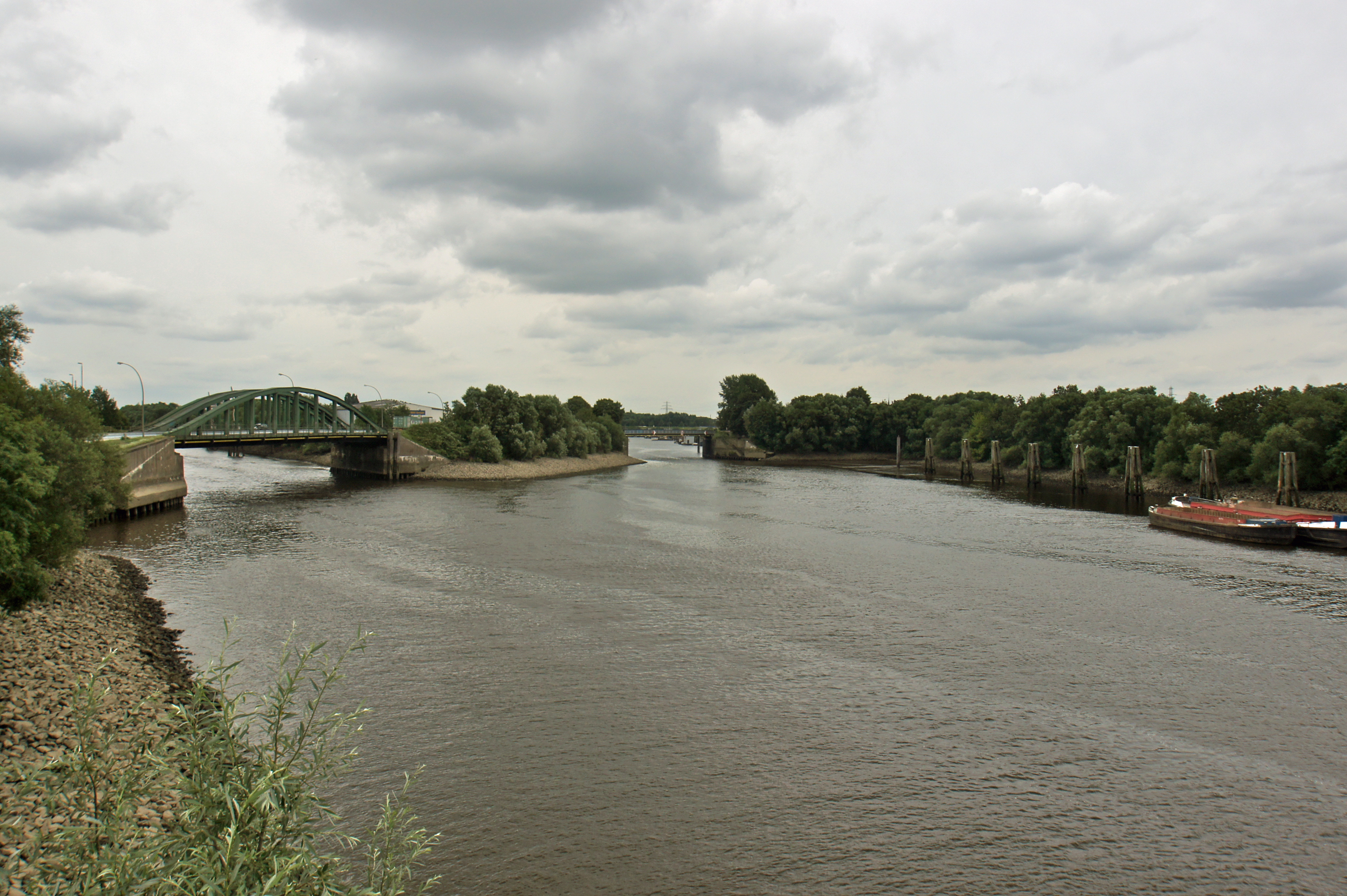
El canal i el port de Klütjenfeld es reuneixen al Reiherstieg
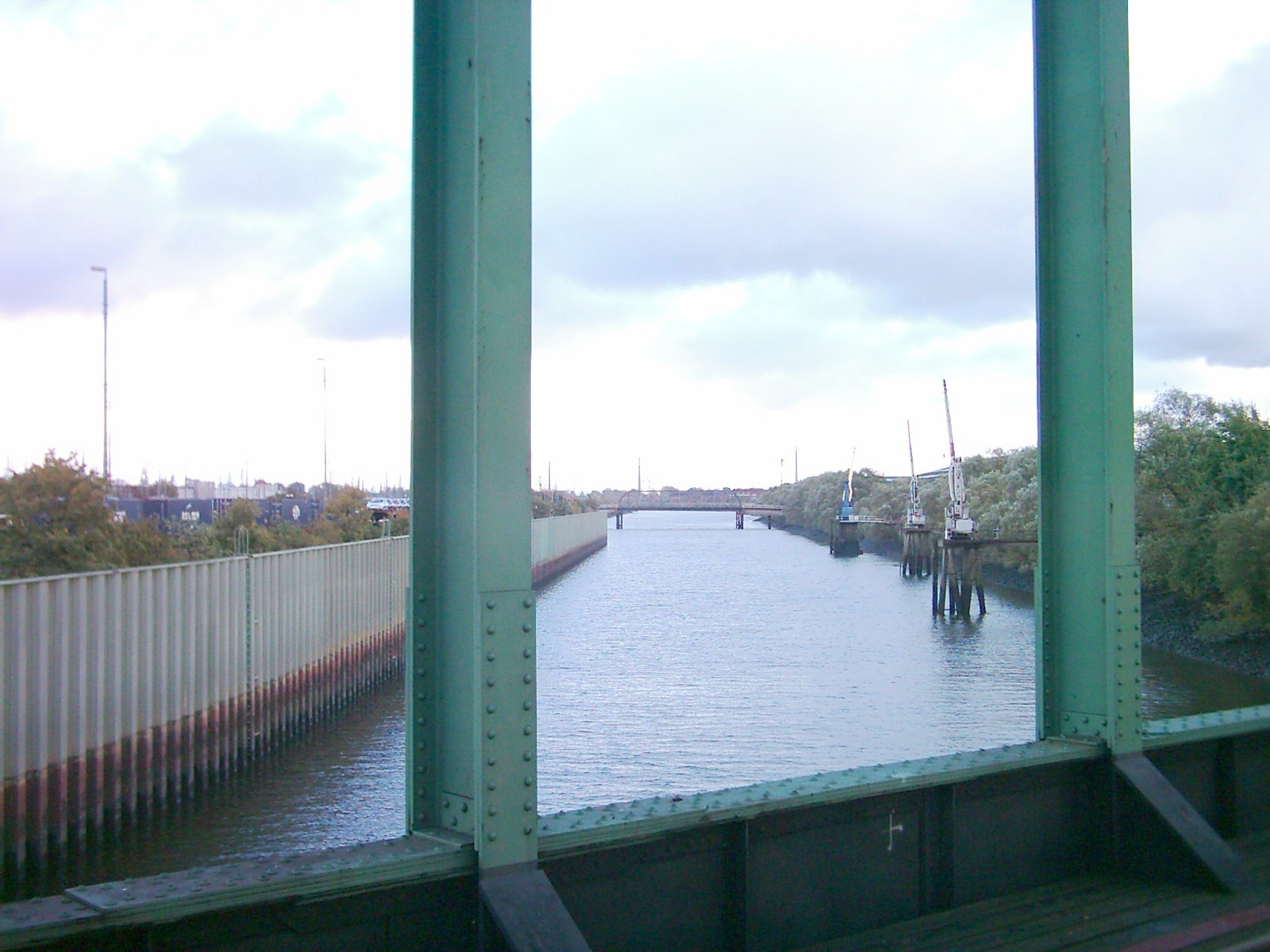
El Veddelkanal